# Rechtop in de wind
Chansons représentant les Pays-Bas au Concours Eurovision de la chanson
Alles heeft ritme
(1986) Shangri-La
(1988)
Singles de Marcha
Als het anker het houdt, wint het schip van de storm
(1984) Long Time No See
(1987)
Rechtop in de wind (« Debout dans le vent ») est une chanson de la chanteuse néerlandaise Marcha, sortie en single en 1987. C'est la chanson représentant les Pays-Bas au Concours Eurovision de la chanson 1987.

## Reprises et adaptations
Outre sa version originale en néerlandais, Marcha a également enregistré la chanson dans une version en anglais sous le titre Lost in Gale Force 10 (« Perdue dans le vent de force 10 »).
La chanteuse belge Laura Lynn, a repris la chanson en 2016 qui parait sur son album Een nieuwe dag.

## À l'Eurovision

### Sélection
L'artiste Marcha est sélectionné en interne par le radiodiffuseur néerlandais NOS. Le 25 mars 1987, six chansons sont interprétées par Marcha lors de la finale nationale Nationaal Songfestival 1987. 
La chanson Rechtop in de wind est finalement sélectionnée, avec 296 points, pour représenter les Pays-Bas au Concours Eurovision de la chanson 1987 le 9 mai à Bruxelles, en Belgique.

### À Bruxelles
La chanson est intégralement interprétée en néerlandais, langue officielle des Pays-Bas, comme l'impose la règle de 1977 à 1998. L'orchestre est dirigé par Rogier van Otterloo (nl).
Rechtop in de wind est la douzième chanson interprétée lors de la soirée, suivant Stop de Bang (en) pour la Grèce et précédant Amour, Amour de Plastic Bertrand pour le Luxembourg.
À la fin du vote, Rechtop in de wind obtient 83 points et termine 5e sur 22 chansons,.

## Liste des titres
Toutes les chansons sont écrites et composées par Peter Koelewijn.
| A. | Rechtop in de wind                         | 3:03 |
| B. | Lost in Gale Force 10 (version anglophone) | 3:03 |

## Classements hebdomadaires
| Classement (1987)             | Meilleure position |
| ----------------------------- | ------------------ |
| Pays-Bas (Nederlandse Top 40) | 55                 |
| Pays-Bas (Single Top 100)     | 50                 |

| Classement (2016)                 | Meilleure position |
| --------------------------------- | ------------------ |
| Belgique (Flandre Ultratip 100)   | 17                 |
| Belgique (Flandre Vlaamse top 10) | 8                  |

## Historique de sortie
| Pays     | Date       | Format   | Label |
| -------- | ---------- | -------- | ----- |
| Pays-Bas | avril 1987 | 45 tours | RCA   |